# Antonio O. Nápoli
Antonio Oscar Nápoli (Azul, 26 de marzo de 1919-Buenos Aires, 11 de noviembre de 2014) fue un médico sanitarista y político argentino de la Unión Cívica Radical. Se desempeñó como senador nacional por la provincia de Río Negro en dos oportunidades, entre 1973 y 1976 y entre 1983 y 1989.

## Biografía
Nació en Azul (provincia de Buenos Aires) en 1919 y se recibió de médico en la Facultad de Ciencias Médicas de la Universidad Nacional de La Plata, especializándose en política sanitaria.
Se radicó en Maquinchao (Río Negro), ejerciendo la medicina en el hospital local durante dos décadas, llegando a desempeñarse como director del mismo. En política, adhirió a la Unión Cívica Radical (UCR), siendo presidente del comité radical de Maquinchao. En 1954 fue cesanteado de su cargo en el hospital por cuestiones políticas y entre 1958 y 1959 se desempeñó como presidente del Consejo Municipal. En San Carlos de Bariloche también fue director del hospital zonal, contribuyendo a la creación de la IV Zona Sanitaria (Andina) de Río Negro.
En el ámbito partidario, fue delegado al Comité Nacional de la UCR en 1957 y entre 1983 y 1987; y en 1973 fue el fundador del Movimiento de Renovación y Cambio, liderado por Raúl Alfonsín a nivel nacional, en Río Negro.
En las elecciones legislativas de 1973, fue elegido senador nacional por la provincia de Río Negro, para la tercera banca de la minoría. Su mandato se extendía hasta 1977 pero fue interrumpido por el golpe de Estado del 24 de marzo de 1976. Fue vicepresidente de la comisión de Industria y vocal en las comisiones de Turismo y de estudio del Desarrollo de la Región Patagónica.
En las elecciones al Senado de 1983, fue elegido nuevamente senador nacional por Río Negro, con mandato hasta 1989. Allí fue presidente del bloque de senadores radicales, presidente de la comisión de Deportes; vicepresidente de la comisión de Turismo; y vocal en las comisiones de Acuerdos y de Asistencia Social y Salud Pública. Fue autor de la ley de traspaso de tierras de jurisdicción nacional en el Cerro Catedral a la municipalidad de San Carlos de Bariloche para la posterior construcción de un centro de esquí. Además, fue uno de los defensores del traslado de la Capital Federal a Viedma (Río Negro), que impulsaba el Proyecto Patagonia del presidente Alfonsín.
También fue activo en derechos humanos, integrando la Asamblea Permanente por los Derechos Humanos, el comité permanente de Solidaridad con Nicaragua y el comité latinoamericano por la Lucha contra el apartheid.
Falleció en Buenos Aires en noviembre de 2014, a los 95 años.